# Перезагрузка
Перезагру́зка (Reset) — процесс, при котором компьютер либо другое устройство полностью очищает, либо восстанавливает содержимое оперативной памяти и возобновляет свою работу заново.

## Аппаратная перезагрузка

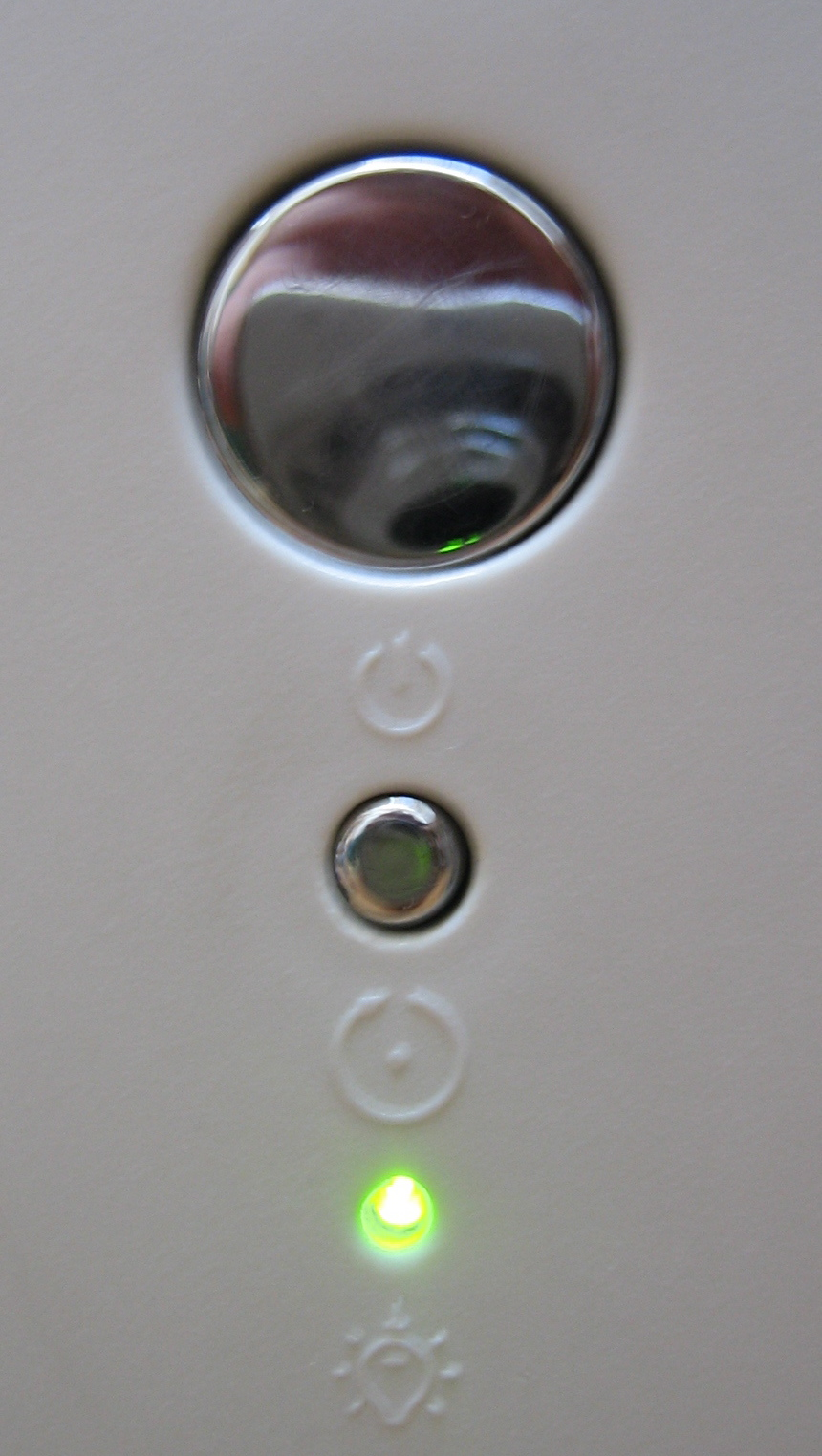
Малая кнопка — reset

«Жёсткая» (англ. Hard reboot) перезагрузка (также известная как «аппаратная» перезагрузка, аппаратный сброс) — это процесс выключения и включения питания компьютера или отправка специального сигнала сброса на процессор. Он перезагружает компьютер без первичной подготовки к процедуре выключения. Файловые системы многих операционных систем, использующих отложенную запись, после «жёсткой» перезагрузки могут оказаться в «нечистом» состоянии, и системы запускают автоматическую проверку файловой системы, после которой они смогут нормально работать.
Она может быть вызвана отключением питания, случайно или преднамеренно как последнее средство, чтобы восстановить систему при критической ошибке или DoS-атаке.
На PC-совместимых компьютерах (в первую очередь в настольных) аппаратная перезагрузка обычно реализована 2-контактным разъемом на материнской плате, замыкание которого (кнопкой Reset или другим способом) запускает процесс перезагрузки. На материнских платах серверов отдельные выводы для Reset в большинстве случаев отсутствуют и сами проводники, ведущие к кнопке на передней панели, интегрированы в специфичные для каждого производителя блоки.
Программным путём заблокировать данный вид перезагрузки нельзя. Также её нельзя инициировать из самой операционной системы без дополнительного оборудования (см. например, сторожевой таймер).

## Программная перезагрузка
«Мягкая» (англ. Soft reboot) перезагрузка (также известная как «программная» перезагрузка, программный сброс) — это перезагрузка компьютера под программным контролем, без отключения питания или посылания сигнала сброса. Обычно, но не всегда, обращается к выключению и перезагрузке машины. Эта операция также доступна на некоторых игровых консолях (таких как PlayStation, например) и вызывается многократным нажатием сочетания клавиш START+SELECT. 
В оригинальных IBM PC комбинация клавиш Control+Alt+Delete или Control+Shift+Esc была разработана для более быстрой и удобной «мягкой» перезагрузки.

## Спонтанная перезагрузка
Спонтанная перезагрузка — компьютерное явление, когда компьютер выполняет перезагрузку без видимых причин и без запросов со стороны пользователя. Такая ситуация может возникать в случае аппаратных проблем, либо фатальных сбоев в работе операционной системы, например, возникновения паники ядра или синего экрана смерти. Причины спонтанной перезагрузки достаточно сложно диагностируются (из-за плохой повторяемости).

## Автоматическая перезагрузка
В космических аппаратах, перед выполнением задачи, устанавливается максимальное время, которое может отводиться под выполнение программы (т. н. Watchdog timer). Если по истечении этого времени компьютер не сигнализирует об окончании работы программы, то происходит принудительная очистка памяти, так как считается, что программа либо вошла в бесконечный цикл, либо компьютер перешел в неопределенное состояние, прекратив работу и не отвечая на управляющие сигналы, то есть «завис». Решение, посредством которого осуществляется подобная перезагрузка носит название сторожевой таймер. Сервера ряда производителей штатно обладают такой возможностью, которая может быть активирована через BIOS, либо через специальные управляющие интерфейсы или посредством ПО.